# REC 4
REC 4 (originalment en castellà [•REC]⁴: Apocalipsis) és una pel·lícula de terror coescrita i dirigida per Jaume Balagueró. És el quart lliurament de la sèrie espanyola [•REC] i és la seqüela de [•REC]² (2009). S'hi reprèn com a escenari, l'edifici declarat en quarantena, a Barcelona, i de [•REC]³: Gènesi, vé un dels personatges, és una convidada de les noces que va sobreviure. Està dirigida en solitari per Jaume Balagueró. Es va estrenar el 31 d'octubre de 2014 a Espanya, encara que es va projectar per primera vegada unes setmanes abans al Festival de Cinema de Sitges. Ha estat doblada al català.
Té com a protagonista principal Manuela Velasco, de tornada com la reportera en anteriors lliuraments ([REC] i [REC]²), Ángela Vidal, a encarnar-la.

## Argument
La pel·lícula comença amb una seqüència d'una unitat de l'Exèrcit de Terra d'Espanya que col·loca càrregues de demolició per l'edifici i que cerca la reportera i única supervivent dins, Ángela Vidal. En el transcurs es troben els infectats Manu i César, que ataquen dos d'ells, Jesús i el capità Costa, que acaben infectats. Aquests assassinats van ser assassinats pels altres dos soldats: Guzmán i Lucas. El primer d'ells troba Ángela i Lucas mentre extreu una mostra de sang.
Després de ser traslladats al vaixell petrolier, el Zaratustra enfront de les costes canàries (no es mostra seqüència), apareix Ángela en una cabina on un assistent li fa proves. Aquest li pregunta si recorda alguna cosa i ella li contesta que no. L'assistent pren una mostra de sang per a assegurar-se que està lliure del virus.
Mentrestant, Guzmán es desperta i troba una anciana que interroga sobre les noces, i ella revela que va ser un dels dos únics supervivents de l'ocorregut en la tercera pel·lícula. L'altre era el pare Lozada, que va ser traslladat a un monestir. També es troba amb el seu company, Lucas, que ajudava amb el rescat d'Ángela. De tornada al laboratori, Ángela intenta escapar i es troba amb Guzmán. Just quan són detinguts, Ricarte i els soldats arriben i els diuen que la situació està baix control, pel que sembla, Ángela està lliure del virus segons les proves. Després Guzmán vol saber més informació sobre on està i el presenten al capità Ortega, que fa el seu últim viatge. Nick està a càrrec dels assumptes tècnics s'encarrega també de recuperar la cinta de la cambra d'Ángela. Guzmán observa que Nick ha furonejat les càmeres de seguretat i controla els científics i el laboratori. Guzmán li pregunta si sap el codi per al laboratori. Més tard, a la nit, es produeix una apagada. Guzmán troba Ángela caminant en els passadissos del vaixell. Reconeix que s'ha espantat i Guzmán manté el seu secret.
A la tarda següent, Guzmán presenta Ángela a Nick, que n'és un gran fan. Ell li mostra la cinta i Ángela comença a recordar la nena Medeiros. Després d'haver explorat per complet, Nick envia l'arxiu als laboratoris. Ricarte i el seu equip descobreixen que alguna cosa es va escapar durant l'apagada, però Ricarte descobreix que algú el va deixar anar. Mentrestant, el cuiner del vaixell és atacat per un mico infectat. Se les arregla per a matar la criatura i sense voler ruixa la sang per tot l'aliment, a més de ser mossegat. Goro comprova si està el menjar però quan el cuiner no respon, el soldat s'emporta el menjar a la cafeteria. L'anciana vol menjar una cosa més apropiada per a ella i Lucas parlarà amb el cuiner, que l'ataca. Lucas el tanca al congelador. Ricarte arriba dient que ha fet un antídot i l'utilitza en el cuiner, no obstant això, aquest no mostra signes de remissió, el que alarma Ricarte. Ángela, Guzmán, Lucas i la senyora major se'ls informa de la situació. Ricarte revela que no hi ha comunicació amb l'exterior. Arriba una tempesta, les coses es posen fora de control i la major part de la tripulació s'infecta.
Ángela, Guzmán i la resta són atacats pels infectats i durant el caos, l'anciana es perd. Lucas decideix anar a buscar-la mentre Ángela i Guzmán arriben fins a la coberta superior, on es troba Nick. Més tard, són emboscats per Ricarte i intenten extreure el paràsit però Ángela se les arregla per a escapar. Persegueixen Ángela sota la nau, però són emboscats per soldats més infectats. Ricarte segella a si mateix lluny però és atacat per Ángela que el mossega, dient-li que escanegi la seva sang i provi que no en té. Ricarte demostra la seva teoria quan la seva anàlisi és negativa. Guzmán arriba per a ajudar Ángela. Ricarte està convençut que és seronegativa. Guzmán llavors interroga Ángela, però aquesta el qüestiona a ell i revela que Ángela va reeixir passar el paràsit a Guzmán durant el seu rescat. Guzmán atrapa Ángela a continuació.
Lucas és assassinat i Nick intenta trobar Ángela. Ell es troba amb Ricarte, que té un bot salvavides inflable i li ofereix escapar amb ell, veient a més el motor per a bot que Nick porta com a arma. Nick ho noqueja i reprèn la cerca d'Ángela. Ella es troba amb Nick i tots dos maten els micos amb el motor. A continuació, s'amaguen en una habitació, però són atacats per Guzmán. Posseït pel paràsit, Guzmán intenta reinserir el paràsit en Ángela per a deslliurar-se d'aquest i poder escapar, però Nick ataca Guzmán. Ángela i Nick escapen en un bot i en aquest moment el vaixell esclata. Al final, es mostra una seqüència en la qual el paràsit, que va sobreviure a l'explosió, es troba solt en l'oceà, aquest entra en la boca d'una barracuda i s'entén que el virus continua viu, desconeixent el seu destí.
En l'epíleg, hi veuem Ángela i Nick en un taxi que els porta a qualsevol part i el conductor diu, «Quina festa eh».

## Producció
El guió va estar a càrrec de Jaume Balagueró i Manu Díaz. El rodatge va començar el 13 de juliol de 2013, que es va prolongar durant set setmanes, entre Gran Canària i Barcelona. L'edifici infectat s'omplia novament de càmeres i de professionals que posarien el punt final a una saga que ha marcat un punt d'inflexió en la història del cinema de terror espanyol.
El nou lliurament aprofita el canvi de format vist a [REC]³: Gènesi, deixant enrere la càmera en mà. Una de les prioritats és tornar al terror més pur i salvatge de l'original i al mateix temps donar respostes a les incògnites de la saga, alhora es deixaran intrigues per a deixar l'espectador amb incertesa.
Jaime Balagueró va confirmar que en aquesta pel·lícula hi haurà molt vermell i molt blau, referint-se al fet que hi haurà sang i aigua amunt. [REC]⁴: Apocalipsi comptarà al principi amb un nou sistema de so envolupant en 3D desenvolupat per IMM Sound, que permetrà implicar l'espectador encara més en la història.

## Repartiment
- Manuela Velasco com a Ángela Vidal.
- Paco Manzanedo com a Guzmán.
- Críspulo Cabezas com a Lucas.
- Ismael Fritschi com a Nick.
- Paco Obregón com a Dr. Ginard.
- Héctor Colomé com a Dr. Eduardo Ricarte.
- María Alfonsa Rosso com a l'anciana.
- Cristian Aquino com a Edwin.
- Carlos Zabala com a Goro.
- Mariano Venancio com a capità Ortega.
- Emilio Buale com a Jesús.

## Estrena
Fou exhibida com a primícia el 9 de setembre de 2014 al Festival Internacional de Cinema de Toronto i al Festival de Cinema de Sitges el 3 d'octubre de 2014. Entertainment One va llançar la pel·lícula el 2 de març de 2015 en Blu-ray i DVD, el Blu-disc inclou la pel·lícula del Making-of The Making of [REC] Apocalypse al Regne Unit. Sony Pictures Home Entertainment va estrenar la pel·lícula el 14 d'abril de 2015 als Estats Units, com a producció directament per vídeo.

## Recepció
La pel·lícula va rebre crítiques mixtes. Algunes van elogiar el retorn de Manuela Velasco. El lloc web espanyol ALT104 troba que és una seqüela digna de la franquícia, però una forma feble de terminar la sèrie.
La web d'agregació de ressenyes Rotten Tomatoes dona a la pel·lícula un 68% amb una valoració mitjana de 5,33/10, basat en 22 ressenyes. El consens de la crítica del lloc diu: «Després d'una tercera entrada desagradable, [REC] 4 torna a posar la sèrie a la pista, almenys fins al nivell de la primera seqüela».

## Premis i nominacions
XXIV Premis de la Unión de Actores
| Categoria                  | Nominació        | Resultat |
| -------------------------- | ---------------- | -------- |
| Millor actriu protagonista | Manuela Velasco  | Nominada |
| Millor actor secundari     | Críspulo Cabezas | Nominat  |

Premis Gaudí de 2015
| Categoria                        | Nominació                                                             | Resultat    |
| -------------------------------- | --------------------------------------------------------------------- | ----------- |
| Millors efectes especials        | Àlex Villagrasa David Ambit Lucía Salanueva Lluís Rivera Josep Claret | Guanyadors  |
| Millor maquillatge i perruqueria | Alma Casal Elena Pérez                                                | Guanyadores |